# Phyciodes edwardsi
Phyciodes edwardsi är en fjärilsart som beskrevs av Gunder 1927. Phyciodes edwardsi ingår i släktet Phyciodes och familjen praktfjärilar. Inga underarter finns listade i Catalogue of Life.